# Drops of Jupiter (Tell Me)
"Drops of Jupiter (Tell Me)" (também conhecido como "Drops of Jupiter")é uma canção da banda norte-americana de rock Train do seu segundo álbum Drops of Jupiter (2001). Este é o primeiro single do CD, entrando no top 5 da Billboard Hot 100 e ficou no Top 40 por 29 semanas.
A canção foi nomeada a cinco Grammy Award, incluindo "Canção do Ano", "Gravação do Ano" e "Melhor Performance de Rock por um Duo ou Grupo com Vocais", e venceu dois prêmios de "Melhor Canção de Rock" e "Melhor Arranjo Acompanhando Vocalista(s)".

## Faixas
1. "Drops of Jupiter"
2. "It's Love"
3. "This Is Not Your Life"
4. "Drops of Jupiter" (versão do álbum)

## Paradas musicais
| Paradas (2001)                  | Melhor posição |
| ------------------------------- | -------------- |
| Argentina Singles Chart         | 14             |
| Austrália Singles Chart         | 5              |
| Áustria Singles Chart           | 38             |
| Bélgica Singles Chart           | 5              |
| Dinamarca Singles Chart         | 8              |
| Dutch Top 40                    | 3              |
| Irlanda Singles Chart           | 1              |
| Itália Singles Chart            | 7              |
| Holanda Singles Chart           | 5              |
| Nova Zelândia Singles Chart     | 5              |
| Portugal Portugal Singles Chart | 3              |
| Suíça Singles Chart             | 30             |
| Taiwan Singles Chart            | 3              |
| UK Singles Chart                | 10             |
| Adult Top 40                    | 1              |
| Top 40 Mainstream               | 3              |
| Billboard Hot 100               | 5              |
| Adult Contemporary              | 8              |
| Modern Rock Tracks              | 11             |
| Mainstream Rock Tracks          | 19             |
| Paradas (2006)                  | Melhor posição |
| Hot Digital Songs               | 41             |
| Paradas (2009)                  | Melhor posição |
| Hot Digital Songs               | 56             |